# Kieszonkowiec (film 1959)
Kieszonkowiec (fr. Pickpocket) – francuski dramat kryminalny z 1959 roku w reżyserii Roberta Bressona. Film nakręcono w Paryżu.

## Fabuła
Początkujący kieszonkowiec Michel, zostaje przyłapany na gorącym uczynku. Po wyjściu z aresztu, chłopak decyduje się rozwijać w roli kieszonkowca. Po pewnym czasie staje się ekspertem w okradaniu innych. Niechlubną karierę Michela śledzi komisarz policji, który wstrzymuje się jednak z zaaresztowaniem chłopaka.

## Obsada
- Martin LaSalle – Michel
- Pierre Étaix – wspólnik
- Jean Pélégri – inspektor policji
- Marika Green – Jeanne
- Pierre Leymarie – Jacques
- Dolly Scal – matka Michela
- César Gattegno – inspektor 2
- Kassagi – wspólnik 2

oraz
- Sophie Saint-Just – (epizod)
- Dominique Zardi – pasażer metra

## Nagrody i nominacje
- Berlinale 1960 – nominacja w kategorii Udział w konkursie głównym dla Roberta Bressona[1]
- Satelity 2005 – nominacja w kategorii Najlepsze wydanie DVD klasyków kina